# Czesław Goszczyński
Czesław Gabriel Goszczyński (ur. 27 lutego 1950 w Częstochowie, zm. 16 grudnia 2009 tamże) – polski żużlowiec.
Przez całą sportową karierę (1971–1980) reprezentował barwy klubu Włókniarz Częstochowa, pięciokrotnie zdobywając medale drużynowych mistrzostw Polski: złoty (1974), 2 srebrne (1975, 1976) oraz 2 brązowe (1977, 1978). 
Dwukrotnie startował w finałach młodzieżowych indywidualnych mistrzostw Polski (Leszno 1972 – VIII m., Zielona Góra 1973 – XII m.). Był również dwukrotnym finalistą mistrzostw Polski par klubowych (Leszno 1975 – V m., Ostrów Wielkopolski 1977 – srebrny medal). Startował w finałowych cyklach turniejów o „Srebrny” (1972 – X m., 1973 – VIII m.) i „Złoty Kask” (1977 – XIII m.). W 1975 zajął III m. w memoriale im. Bronisława Idzikowskiego i Marka Czernego w Częstochowie.
19 grudnia 2009 został pochowany na cmentarzu komunalnym w Częstochowie (kwatera U2, rząd VI, grób 13).